# Mistrzostwa Świata w Piłce Nożnej 2014 (eliminacje strefy OFC)/Grupa 2

## Grupa
| Lp. | Drużyna        | M | Mecze | Mecze | Mecze | Bramki | Bramki | Bramki | Pkt |
| Lp. | Drużyna        | M | W     | R     | P     | +      | −      | +/−    | Pkt |
| --- | -------------- | - | ----- | ----- | ----- | ------ | ------ | ------ | --- |
| 1.  | Tahiti         | 3 | 3     | 0     | 0     | 18     | 5      | +13    | 9   |
| 2.  | Nowa Kaledonia | 3 | 2     | 0     | 1     | 17     | 6      | +11    | 6   |
| 3.  | Vanuatu        | 3 | 1     | 0     | 2     | 8      | 9      | −1     | 3   |
| 4.  | Samoa          | 3 | 0     | 0     | 3     | 1      | 24     | −23    | 0   |

## Mecze
| 1 czerwca 2012 | Vanuatu · Tasso 52' · Naprapol 61' | 2−5(0−1) | Nowa Kaledonia · 32', 58', 78' Kai · 66' Gope-Fenepej · 87' Kayara | Lawson Tama Stadium, Honiara Widzów: 3250 Sędzia: Peter O’Leary |
|                |                                    |          |                                                                    |                                                                 |

| 1 czerwca 2012 | Samoa · Malo 69' | 1−10(0−4) | Tahiti · 7', 83', 84', 85' L. Tehau · 16', 78' J. Tehau · 18', 40' A. Tehau · 54' T. Tehau · 61' Chong Hue | Lawson Tama Stadium, Honiara Widzów: 5000 Sędzia: Gerald Oiaka |
|                |                  |           | |                                                                |

| 3 czerwca 2012 | Vanuatu · Naprapol 29' · Kaltack 45+1' · Malas 47' · Tasso 74' · Vava 90+3' | 5−0(2−0) | Samoa | Lawson Tama Stadium, Honiara Widzów: 6000 Sędzia: John Saohu |
|                |                                                                             |          |       |                                                              |

| 3 czerwca 2012 | Tahiti · A. Tehau 19' · Vallar 29' (k) · L. Tehau 32' · Degage 84' | 4−3(3−0) | Nowa Kaledonia · 74' Bako · 80' Haeko · 86' Kauma | Lawson Tama Stadium, Honiara Widzów: 6000 Sędzia: Chris Kerr |
|                |                                                                    |          |                                                   |                                                              |

| 5 czerwca 2012 | Tahiti · Vallar 15' (k) · L. Tehau 38' · A. Tehau 57' · T. Tehau 87' | 4−1(2−0) | Vanuatu · 90+5' Tasso | Lawson Tama Stadium, Honiara Widzów: 1000 Sędzia: Peter O’Leary |
|                |                                                                      |          |                       |                                                                 |

| 5 czerwca 2012 | Nowa Kaledonia · Kayara 10' · Haeko 11', 45+1', 72', 90', 90+1' · Kabeu 22' · Ixoe 25' (k) · Gnipate 45' | 9−0(6−0) | Samoa | Lawson Tama Stadium, Honiara Widzów: 1000 Sędzia: Gerald Oiaka |
|                | |          |       |                                                                |